# Ensanche Naco
Ensanche Naco, comúnmente conocido como “Naco”, es un sector del Distrito Nacional de la República Dominicana ubicado dentro del llamado Polígono Central de Santo Domingo. Fundado originalmente en 1959, el barrio emergió en terrenos del antiguo aeropuerto Andrews, propiedad de la familia Hernández Matos.  Se caracteriza por su arquitectura moderna y posee una mezcla de torres residenciales de lujo, oficinas y centros comerciales. Limita al norte con el Ensanche Piantini, al este con el sector de Serrallés, al sur con La Julia y al oeste con el Ensanche Quisqueya. Tiene un área de 1.73 kilómetros cuadrados y en 2010 su población era de 6,416 habitantes.
Naco es conocido por su población principalmente de clase media alta y alta, y constituye un epicentro de servicios en la capital. Allí se encuentran bancos, clínicas, restaurantes, bares y espacios culturales, lo que le ha conferido prestigio socioeconómico. Sin embargo, su crecimiento vertical ha traído desafíos como congestión vehicular y escasez de parqueos, aspectos recurrentes en debates urbanos y reclamaciones vecinales.
El sector ha tenido constantes mejoras en su infraestructura, como cambios de sentido vial en varias calles, implementados en fases piloto durante 2019 para facilitar el tránsito. También la proximidad a avenidas importantes como la Kennedy, 27 de Febrero y Ortega y Gasset, lo conecta con el resto de la ciudad, así como con el núcleo financiero y comercial de Santo Domingo.

## Historia
En 1959, la empresa Nacional de Construcciones (NACO) adquirió terrenos del antiguo aeropuerto Andrews para diseñar una “pequeña ciudad dentro de la capital”, con viviendas, servicios comerciales y de salud integrados. La compañía construyó las primeras torres residenciales en República Dominicana: edificios de hasta 12 pisos que marcaron tendencia arquitectónica en su momento.
En 1976 se inauguró la Plaza Naco, el primer centro comercial del país, que alojaba tiendas, barbería, farmacia y locales varios. También crearon el Centro Policlínico Naco, hoy en día Hospital Central de las Fuerzas Armadas, que fue el hospital privado más grande de Latinoamérica en su momento.

## Economía
La economía del Ensanche Naco es dinámica y está principalmente vinculada al desarrollo inmobiliario, los servicios financieros, la salud privada y el comercio formal. En las últimas décadas, este sector se ha mantenido como uno de los puntos más cotizados para el desarrollo de proyectos residenciales verticales, con torres de apartamentos que superan los diez niveles y precios que oscilan entre los 225,000 y más de 800,000 dólares, dependiendo de las amenidades ofrecidas, como áreas sociales, piscinas, gimnasios y seguridad privada.
Esta tendencia ha contribuido a la revalorización del suelo y ha mantenido a Naco como una zona representativa del desarrollo urbano moderno. Al mismo tiempo, el sector es sede de clínicas, laboratorios, bancos, restaurantes, oficinas corporativas y plazas comerciales, lo que contribuye al dinamismo económico diario y atrae tanto a inversionistas como a consumidores de distintas zonas de la ciudad. 
Esta diversidad de actividades genera una economía local fuerte, que se alimenta no solo de los residentes, sino también de la alta circulación de personas que acuden a Naco a trabajar, consumir o recibir servicios especializados. El crecimiento económico ha traído consigo retos como el alza en el costo de vida, la congestión vehicular y la presión sobre la infraestructura urbana existente.